# Avermes
Avermes és un municipi francès, situat al departament de l'Alier i a la regió d'Alvèrnia-Roine-Alps. L'any 2007 tenia 3.827 habitants.

## Demografia

### Població
El 2007 la població de fet d'Avermes era de 3.827 persones. Hi havia 1.703 famílies de les quals 546 eren unipersonals (201 homes vivint sols i 345 dones vivint soles), 594 parelles sense fills, 438 parelles amb fills i 125 famílies monoparentals amb fills.
La població ha evolucionat segons el següent gràfic:
Habitants censats

### Habitatges
El 2007 hi havia 1.831 habitatges, 1.731 eren l'habitatge principal de la família, 20 eren segones residències i 80 estaven desocupats. 1.405 eren cases i 423 eren apartaments. Dels 1.731 habitatges principals, 1.069 estaven ocupats pels seus propietaris, 651 estaven llogats i ocupats pels llogaters i 11 estaven cedits a títol gratuït; 37 tenien una cambra, 133 en tenien dues, 277 en tenien tres, 575 en tenien quatre i 709 en tenien cinc o més. 1.224 habitatges disposaven pel capbaix d'una plaça de pàrquing. A 834 habitatges hi havia un automòbil i a 748 n'hi havia dos o més.

### Piràmide de població
La piràmide de població per edats i sexe el 2009 era:
| Homes | Edats   | Dones |
| ----- | ------- | ----- |
| 0     | 95 o +  | 0     |
| 4     | 90 a 94 | 4     |
| 12    | 85 a 89 | 16    |
| 24    | 80 a 84 | 4     |
| 44    | 75 a 79 | 60    |
| 68    | 70 a 74 | 92    |
| 68    | 65 a 69 | 116   |
| 116   | 60 a 64 | 124   |
| 112   | 55 a 59 | 92    |
| 204   | 50 a 54 | 188   |
| 144   | 45 a 49 | 188   |
| 156   | 40 a 44 | 188   |
| 132   | 35 a 39 | 168   |
| 120   | 30 a 34 | 136   |
| 108   | 25 a 29 | 80    |
| 68    | 20 a 24 | 84    |
| 132   | 15 a 19 | 136   |
| 140   | 10 a 14 | 148   |
| 120   | 5 a 9   | 156   |
| 80    | 0 a 4   | 92    |

## Economia
El 2007 la població en edat de treballar era de 2.562 persones, 1.878 eren actives i 684 eren inactives. De les 1.878 persones actives 1.735 estaven ocupades (858 homes i 877 dones) i 142 estaven aturades (70 homes i 72 dones). De les 684 persones inactives 356 estaven jubilades, 205 estaven estudiant i 123 estaven classificades com a «altres inactius».

### Ingressos
El 2009 a Avermes hi havia 1.712 unitats fiscals que integraven 3.901,5 persones, la mediana anual d'ingressos fiscals per persona era de 19.246 €.

### Activitats econòmiques
Dels 169 establiments que hi havia el 2007, 1 era d'una empresa extractiva, 2 d'empreses alimentàries, 2 d'empreses de fabricació de material elèctric, 18 d'empreses de fabricació d'altres productes industrials, 15 d'empreses de construcció, 53 d'empreses de comerç i reparació d'automòbils, 7 d'empreses de transport, 13 d'empreses d'hostatgeria i restauració, 3 d'empreses d'informació i comunicació, 8 d'empreses financeres, 5 d'empreses immobiliàries, 20 d'empreses de serveis, 12 d'entitats de l'administració pública i 10 d'empreses classificades com a «altres activitats de serveis».
Dels 41 establiments de servei als particulars que hi havia el 2009, 1 era una oficina de correu, 2 oficines bancàries, 1 funerària, 12 tallers de reparació d'automòbils i de material agrícola, 1 taller d'inspecció tècnica de vehicles, 3 paletes, 1 guixaire pintor, 2 fusteries, 3 lampisteries, 3 electricistes, 1 empresa de construcció, 3 perruqueries, 7 restaurants i 1 tintoreria.
Dels 13 establiments comercials que hi havia el 2009, 1 era un hipermercat, 1 un supermercat, 1 una gran superfície de material de bricolatge, 2 fleques, 1 una carnisseria, 1 una botiga de roba, 3 botigues de mobles, 1 una botiga de material esportiu, 1 un drogueria i 1 una floristeria.
L'any 2000 a Avermes hi havia 22 explotacions agrícoles que ocupaven un total de 195 hectàrees.

## Equipaments sanitaris i escolars
Els 2 equipaments sanitaris que hi havia el 2009 eren farmàcies.
El 2009 hi havia 2 escoles maternals i 2 escoles elementals.

## Poblacions més properes
El següent diagrama mostra les poblacions més properes.